# Valdemar Rautio
Valdemar Rautio (4. listopadu 1921 – 5. září 1973) byl finský atlet, specialista na trojskok, mistr Evropy z roku 1946.
Jeho nejúspěšnější sezónou byl rok 1946. Zvítězil v trojskoku na mistrovství Evropy v Oslo ve svém nejlepším životním výkonu 15,17 m. Na olympiádě v Londýně v roce 1948 obsadil v soutěži trojskokanů šesté místo. Na evropském šampionátu v roce 1950 vybojoval v trojskoku stříbrnou medaili.